# Nick Sharratt
Nick Sharratt (* 9. srpna 1962 Londýn) je ilustrátor a autor knih pro děti ze Spojeného království. Ilustroval již víc než 200 knih pro děti. Mezi autory, pro které ilustroval, patří Jacqueline Wilsonová ( přes 50 knih).

## Dílo
- Seznam děl v Souborném katalogu ČR, jejichž autorem nebo tématem je Nick Sharratt

knihy pro děti
- I went to the Zoopermarket
- Ketchup on your Cornflakes?
- Ouch, I need a Plaster!
- Don’t Put Your Finger in the Jelly, Nelly!
- Eat Your Peas
- Shark in the Park